# Echipolență

Simbolul echipolenței

În geometria euclidiană echipolența este o relație binară între segmente direcționate. Două segmente paralele sunt echipolente când au aceeași lungime și aceeași direcție și sens.

## Proprietatea paralelogramului

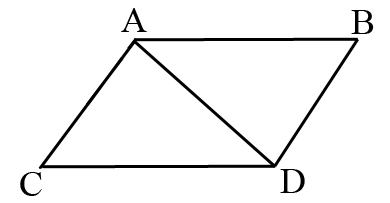
Dacă segmentele AB și CD sunt echipolente, atunci AC și BD sunt și ele echipolente

O caracteristică care definește spațiul euclidian este proprietatea de paralelogram a vectorilor: Dacă două segmente sunt echipolente, atunci ele formează două laturi ale unui paralelogram:
„Dacă un vector dat corespunde [la ceea ce se află] între a și b, [respectiv între] c și d, atunci vectorul care corespunde [la ceea ce se află] între a și c este același cu cel ce corespunde [la ceea ce se află] între b și d. ”—Bertrand Russell , The Principles of Mathematics, p. 432

## Istoric
Conceptul de segmente echipolente a fost introdus de către Giusto Bellavitis în 1835. Ulterior a fost adoptat termenul de vector pentru o clasă de segmente echipolente. Utilizarea de către Bellavitis a ideii de relație⁠(d) pentru a compara obiecte diferite, dar similare a devenit o tehnică matematică comună, în special în utilizarea relațiilor de echivalență. Bellavitis a folosit o notație specială pentru echivalența segmentelor AB și CD:
{\displaystyle AB\bumpeq CD.}
Următoarele pasaje arată anticiparea pe care Bellavitis o avea despre conceptul de  vector:
Echipolențele continuă să fie valabile atunci când se înlocuiesc dreptele între ele, sau cu alte drepte care sunt, respectiv, echipolente cu acestea, oricum ar putea fi situate în spațiu. Din aceasta se poate înțelege cum pot fi sumate orice număr și orice fel de drepte și că, indiferent de ordinea în care sunt luate aceste drepte, se va obține aceeași sumă echipolentă...
În echipolențe, la fel ca în ecuații, o dreaptă poate fi transferată dintr-o parte în alta, cu condiția ca semnul să fie schimbat...
Astfel, segmentele direcționate în sens opus sunt negative unele față de altele: {\displaystyle AB+BA\bumpeq 0.}
Echipolența {\displaystyle AB\bumpeq n.CD,} unde n reprezintă un număr pozitiv, indică faptul că AB este paralel și are aceeași direcție și sens cu CD, iar lungimile lor au relația exprimată prin AB = n.CD.
Segmentul de la A la B este un vector legat, în timp ce clasa de segmente echipolente cu acesta este un vector liber, în limbajul vectorilor euclidieni.

## Extensie
Echipolența geometrică este folosită și pe sferă:
Pentru a aprecia metoda lui William Rowan Hamilton, se amintește mai întâi cazul mult mai simplu al grupului abelian de translații în spațiul tridimensional euclidian. Fiecare translație este reprezentabilă ca un vector în spațiu, fiind semnificative doar direcția și mărimea, iar poziția este irelevantă. Compunerea a două translații este dată de regula paralelogramului a adunării vectoriale, făcând sumele inverse prin inversarea direcției. În teoria circuitelor a lui Hamilton se face o generalizare a unei astfel de imagini de la grupul de translație abeliană la grupul neabelian SU(2). În loc de vectori în spațiu, se operează cu arce de cercuri mari direcționate, de lungime < π pe o sferă unitate S2 din spațiul tridimensional euclidian. Două astfel de arce sunt considerate echivalente dacă, prin alunecarea unuia de-a lungul cercului său mare, acesta poate fi făcut să coincidă cu celălalt.
Pe un cerc mare al unei sfere, două arce de cercuri direcționate sunt echipolente atunci când au aceeași direcție și lungime a arcului. O clasă de echivalență a unor astfel de arce este asociată cu un versor cuaternionic
{\displaystyle \exp(ar)=\cos a+r\sin a,}
unde a este lungimea arcului și r determină planul cercului mare prin perpendicularitate.